# پیرایش پساترجمه‌ای
ویرایش پساترجمه (Posttranslational modification) به ویرایش‌های شیمیایی انجام شده روی یک پروتئین، پس از ترجمۀ آن، می‌گویند. این پدیده یکی از گام‌های پایانی بیوسنتز پروتئین و بیان ژن می‌باشد.
ویرایش پساترجمه باعث ایجاد تنوع در کارکرد پروتئوم می‌شود. تغییرات در پروتئین به وسیلهٔ افزودن گروه‌های فعال، پروتئین‌ها، یا جدایی پروتئولیتیک زیرواحدهای تنظیمی یا تخریب کلی پروتئین‌ها صورت می‌پذیرد. این تغییرات عبارتند از فسفوریلاسیون، گلیکوزیلاسیون، ubiquitination، نیتروزیلاسیون، متیلاسیون، استیلاسیون، لیپیده شدن و پروتئولیز شدن. آنزیم‌های درگیر در تغییرات بعد از رونویسی شامل آنزیم‌های کیناز، فسفاتاز، ترانسفراز، لیگاز و اوتوکیناز می‌باشند.